# 塔苏洛
塔苏洛（義大利語：Tassullo），是意大利特伦托自治省的一个市镇。总面积13平方公里，人口1941人，人口密度149.3人/平方公里（2009年）。ISTAT代码为022187。